# Motillas

Motilla-Kultur im Südosten der Iberischen Halbinsel

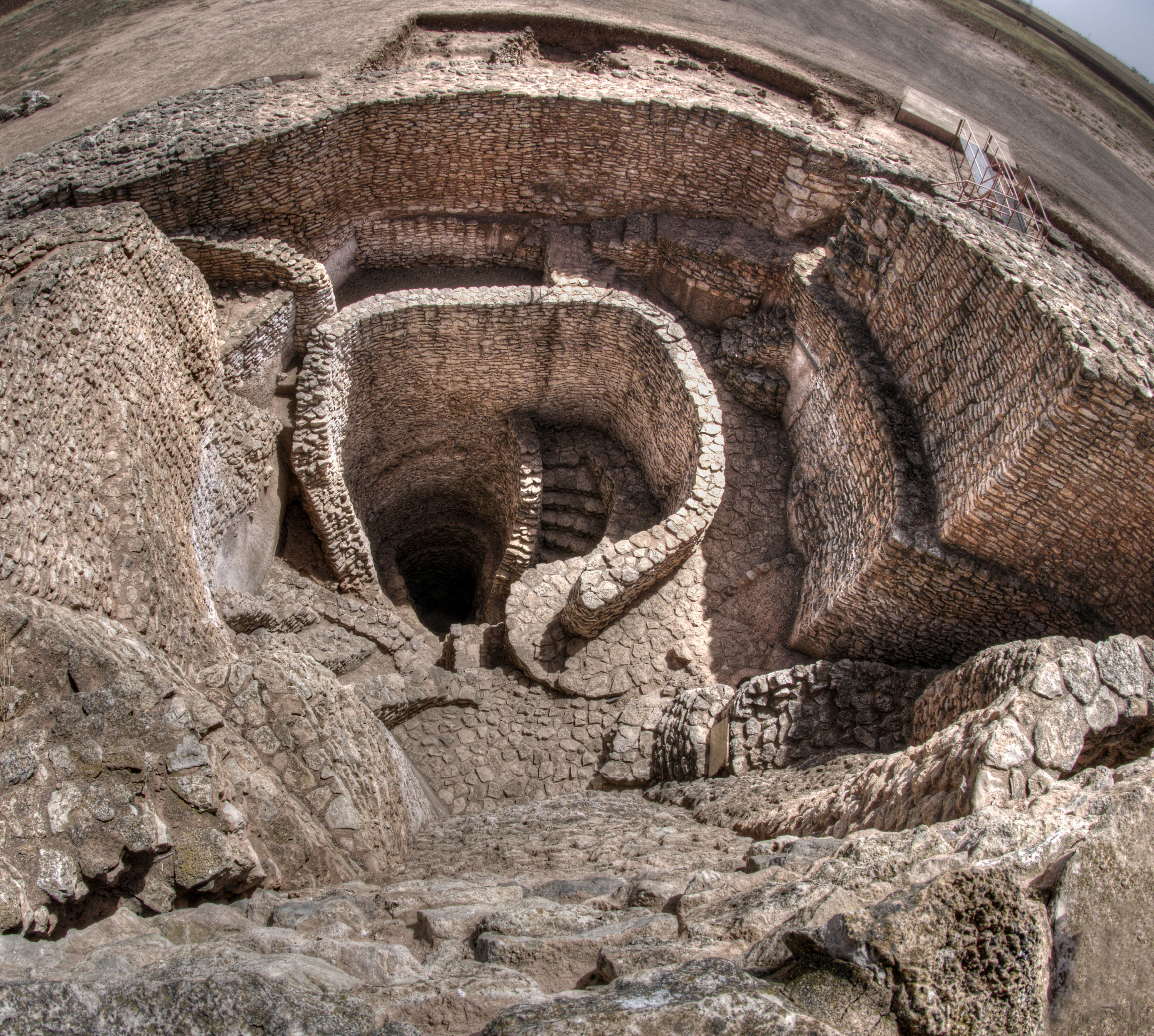
Motilla del Azuer mit zentralem Brunnenschacht mit hinabführender Treppe

Als Motillas (manchmal auch morras oder castillejos) werden etwa 20 bislang entdeckte befestigte bronzezeitliche Rundbauten im Südosten der Iberischen Halbinsel bezeichnet. Sie waren namengebend für die in der Zeit von 2200 bis etwa 1500 v. Chr., also in etwa gleichzeitig zu den südlich anschließenden Kulturen von Los Millares und El Argar, in der Region dominierende Motilla-Kultur.

## Forschungsgeschichte
Die ca. 30 bis 50 m umfassenden und völlig von Erde und Pflanzenbewuchs bedeckten Hügel, die zuvor als Hügelgräber („Tumuli“) interpretiert wurden, drangen erst in den 1970er Jahren ins Bewusstsein der archäologischen Forschung. Bei den durchgeführten Grabungen stellte man jedoch schnell fest, dass es sich um kleine befestigte Siedlungen mit jeweils einem zentralen Brunnen, den ältesten auf der Iberischen Halbinsel, handelte, was auf eine zur Zeit ihrer Entstehung herrschende Periode von Wasserknappheit hindeuten könnte.

## Wichtige Fundorte
- Motilla de Los Palacios (Los Palacios bei Almagro)
- Motilla de Los Romeros (Alcázar de San Juan)
- Motilla del Azuer und Motilla de Las Cañas (Daimiel)
- Motilla de El Quintanar (Munera)
- Motilla de La Peñuela (Albacete)